# احساس مالکیت

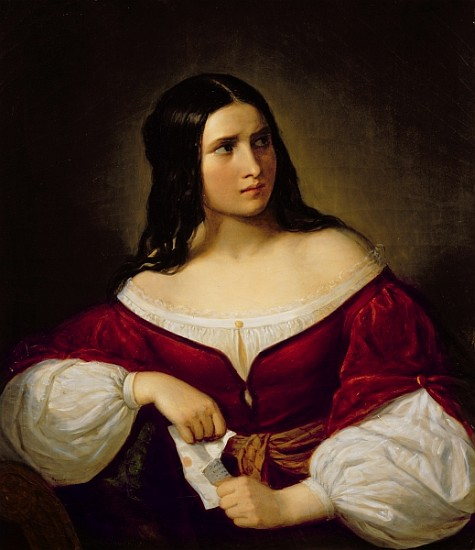
اثر ناتالی چیاونی

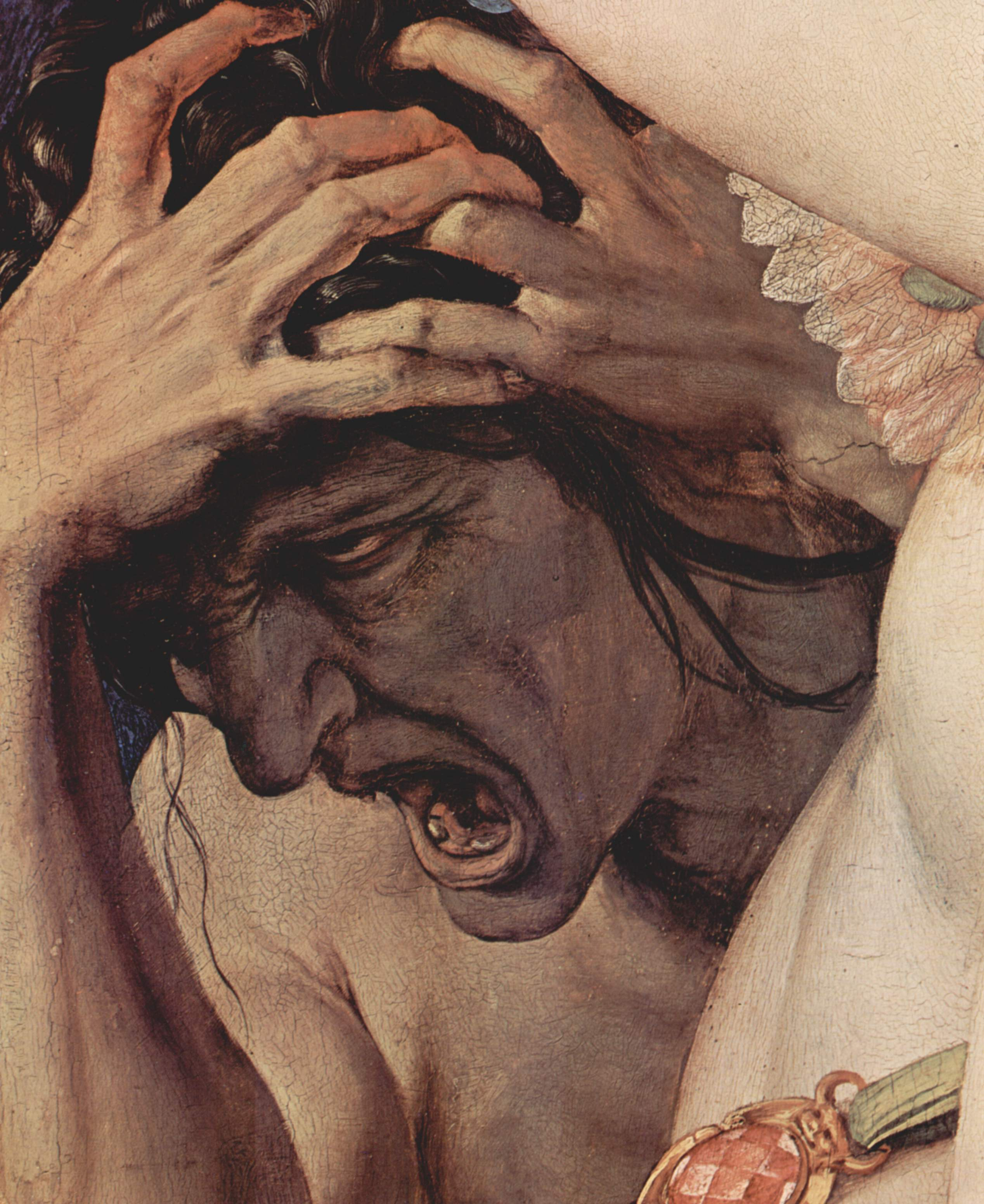
اثر آنجلو برونزینو

احساس مالکیت یا دلواپسی از دست دادن یعنی افکار منفی، احساس ناامنی و اضطراب به خاطر پیش‌بینی از دست دادن چیزی با ارزش که خصوصاً در ارتباطات انسانی اتفاق می‌افتد. این حالت معمولاً با احساساتی چون خشم، ناتوانی، بی‌پناهی و تنفر همراه می‌شود. کارشناسان حوزه علوم اجتماعی رشد احساس مالکیت مرد بر زن، و والدین بر فرزندان را از عمده دلایل حوادث خشونت‌بار چند سال اخیر ارزیابی می‌کنند.
منظور از حسادت در اینجا معادل واژه «Erotic jealousy» یا «jealousy» که به حسادت جنسی تفسیر می‌شود و مشخصه اصلی آن، باور به خیانت شریک زندگی است و ممکن است با باورهای غیرعادی دیگری نیز همراه باشد است نه واژه «Negative envy". از نظر معنایی، حسادت جنسی (به انگلیسی: Jealousy) و رشک (به انگلیسی: envy) با هم کاملاً متفاوت‌اند ولی در فرهنگ عامه زبان انگلیسی این دو به صورت معادل درآمده‌اند. در هیچ‌یک از تعاریف روان شناسان به ماهیت اصلی حسادت اشاره نشده‌است. در تعریف پاینز، «حسادت جنسی» و در تعریف گورنیه و روسو، «حسرت» منظور است.
شاید بتوان لغت غبطه را معادل envy (به معنی حسرت مشاهده آنچه در مالکیت دیگری است و من توانایی در اختیار گرفتن آن را ندارم) در نظر گرفت.
در مقابل، لغت رشک یا حسد را معادل jealousy بکار برد.
احساس مالکیت در نوزادان، پس از پنج‌ماهگی دیده می‌شود. برخی معتقدند این احساس در همه فرهنگ‌ها یکسان است و برخی دیگر عقیده دارند که پدیده‌ای وابسته به فرهنگ می‌باشد.

## مشخصه‌های تمایز بخش
احساس مالکیت (به انگلیسی: Jealousy) و رشک (حسادت) (به انگلیسی: envy) با هم کاملاً متفاوت‌اند ولی در فرهنگ عامه زبان انگلیسی این دو به صورت معادل درآمده‌اند.
در برخی دیگر از فرهنگ‌ها هم کلمات استفاده شده به این دو منظور به هم نزدیک هستند. از جمله در زبان عربی و نوشته‌های فارسی قدیم «غیرت»، شبیه (به انگلیسی: Jealousy)، دو معنا دارد: یکی به معنای رشک و حسادت است همان‌طور که در کلیله و دمنه می‌خوانیم: «آیا حسود تو از جاه تو به غیرت و رشک، ز رشک تو سرانگشت خود گزیده بگاز». و در تاریخ سیستان آمده چون اسماعیل بیامد (متولد شد) و نور بیاورد، ساره غمناک گشت و بگریست از غیرت، و گفت: یا ابراهیم چه بود که از همهٔ زنان من بی فرزند ماندم. معنای دیگر غیرت در تداول فارسی زبانان، حمیت و محافظت عصمت و آبرو و ناموس و نگاهداری عزت و شرف می‌باشد. مانند «صدهزار است غیرتم بر دوست، آنچه یک غیرت آیدم بر زن».
حسادت که در تمامی لغت‌نامه‌ها هم معنا با رشک و دارای معنایی منفی است. با این حال، حسادت واژه‌های مصوب فرهنگستان زبان و ادب فارسی به جای jealousy در در حوزه روان‌شناسی بوده‌است. با وجود آنکه این دو احساس در بعضی موارد با هم همراه می‌شوند اما با هم تفاوت‌های اساسی دارند:
احساساتی که در زمان احساس مالکیت (جنسی) تجربه می‌شوند
- حس از دست دادن
- شک یا خشم در مورد احساس خیانت
- اعتماد به نفس پایین و غم دربارهٔ از دست دادن
- نامطمئنی و تنهایی
- ترس از دست دادن فردی به خاطر حضور دیگری
- بی‌اعتمادی

احساساتی که در زمان رشک (حسادت) تجربه می‌شوند
- احساس حقارت
- آرزوهای بزرگ
- بی‌عدالتی در شرایط محیطی
- انگیزه برای پیشرفت
- تمایل به شاخ و شانه کشیدن برای رقبا
- ناراحتی و احساس گناه در مورد این افکار[۹]

## روان‌شناسی رشد
در سنین ۲ تا ۴ سالگی، مرحله حساسی از پرورش کودکی بهنجار است، زیرا کودک آهسته آهسته به سمت استقلال یافتن و دوری از وابستگی دایم به دیگران می‌رود اما بهای دست یابی به این مرحله برخی رفتارهایی است که ممکن است باعث رنجش دیگران شود. یکی از این موارد «احساس مالکیت» است. کودک در این سنین نسبت به اشیایی که متعلق به خودش است حساسیت ویژه‌ای نشان می‌دهد حتی گاه این حساسیت به اشیایی که مربوط به دیگرانی است که او دوست شان دارد نیز سرایت می‌کند؛ مثلاً وقتی ببیند فردی به کیف یا لباس پدرش دست می‌زند او عصبانی می‌شود و واکنش تندی از خود نشان می‌دهد.
وقتی کودک اجازه داشته باشد آنچه را که به او تعلق دارد پیش خود حفظ کند یا مجبور نباشد همه چیز را با دیگران تقسیم کرده یا هدیه دهد، ارزش مالکیت را به درستی در خواهد یافت و خواهد آموخت که چرا نمی‌تواند چیزی را که به او تعلق ندارد، بردارد، کودک کم‌کم می‌آموزد که بین مفاهیم «مال من» و «مال او» تمایز قایل شود. وقتی این تفکیک را درک کرد در این زمان کودک معنی واقعی مالکیت را می‌فهمد و احترام به مالکیت را نیز درک می‌کند و زمانی به معنای سخاوت داشتن می‌رسد که به حس مالکیت او احترام گذاشته شود و دیگر احساس نکند که دیگران همواره می‌خواهند با اجبار وسایل او را تصاحب کنند.
اگر زودتر از موقع به کودک اصرار بورزید که خودخواهی را کنار بگذارد و مجبورش کنید اسباب بازی خود را به کودک دیگری بدهد، یا اسباب بازی او را به زور از دست او بگیرید و به کودک دیگر بدهید، کودک احساس عدم امنیت می‌کند و همواره این ترس و نگرانی را خواهد داشت که مبادا کسی اسباب بازی‌هایش را بگیرد و در نتیجه با نزدیک شدن هر کودک به حریم بازی خود دچار وحشت می‌شود و او را به زور عقب می‌راند. فشار و سختگیری برای سخاوتمند شدن کودک، رشد طبیعی او را به تأخیر می‌اندازد و حاصل دیگری ندارد. در صورتی که در همین زمان حس مالکیت در کودک گُل کرده و با ندادن اسباب بازی به کودکِ دیگر می‌خواهد اعلام نماید که اینها در مالکیت من است و اگر به ناچار اسباب بازی اش را به کودک میهمان بدهد به خاطر این است که از توجه و محبت والدین محروم نشود. (نیاز به توجه مثبت در نزد کودک از نیاز به مالکیت اساسی تر است)